# Martin Laird
Martin Laird (Glasgow, 29 december 1982) is een professioneel golfer uit Schotland. Hij speelt op de Amerikaanse PGA Tour en woont in Scottsdale (Arizona).
Laird begon als linkshandige golfers en is later rechtshandig gaan spelen. Hij studeerde marketing aan de Colorado State University  (2004 Marketing).

## Professional
Laird werd in 2004 professional en speelt sindsdien in de Verenigde Staten. In 2005 speelde hij op de Nationwide Tour, 2006 heeft hij overgeslagen en in 2007 eindigde hij op de 13de plaats en promoveerde hij naar de PGA Tour. In 2008 eindigde hij op de 125ste plaats, net goed genoeg om zijn kaart voor 2009 te behouden.
Het jaar 2009 werd een topjaar. Hij kwalificeerde zich voor het Brits- en US Open en was de eerste Schot in 21 jaar die een toernooi op de PGA Tour won.
In 2013 speelde hij het Valero Taxas Open in de week voordat de Masters werd gespeeld. De winnaar van het Texas Open zou een wildcard voor de Masters krijgen. Toen hij aan de laatste ronde begon, stond hij 5 slagen achter de leider Billy Horschel, maar hij maakte vijf birdies in de eerste negen holes, waarna hij twee slagen voorsprong had op nummer 2. Na hole 14 stond Rory McIlroy nog maar 1 slag achter hem, en Horsche 2 slagen. Laird eindigde het toernooi met drie birdies en een ronde van -9 en won.

### Gewonnen
Gateway Tour
- 2006: San Juan Open

Nationwide Tour
- 2007: Athens Regional Foundation Classic

PGA Tour
- 2009: Justin Timberlake Shriners Hospitals for Children Open
- 2011: Arnold Palmer Invitational
- 2013: Texas Open

### Teams
- World Cup: 2011 (met Stephen Gallacher)